# Banksia epica
Espèce
Classification phylogénétique
Statut CITES
Banksia epica est une espèce d'arbrisseau du genre Banksia (famille des Proteaceae) endémique d'Australie où il ne pousse que sur la côte méridionale de l'Australie-Occidentale. Il se présente sous la forme d'un buisson étalé, pouvant atteindre 3,5 mètres de haut, aux feuilles dentées en forme de coin et aux grands épis floraux jaune crème. On en connaît seulement deux peuplements isolés dans l'extrême sud-est de l'État, près de la limite occidentale de la Grande baie australienne. Ces deux populations se rencontrent dans les landes à bruyère côtières sur des dunes perchées de sable siliceux.
C'est l'une des espèces de Banksia les plus récemment décrites ; Edward John Eyre l'a probablement vue en 1841, mais elle ne fut pas récoltée avant 1973, et n'a été reconnue comme espèce distincte qu'en 1988. Depuis lors, peu de recherches ont été menées sur cette espèce, si bien que les connaissances sur son écologie et son potentiel de culture sont limitées.
Elle est classée dans la série Banksia ser. Cyrtostylis, aux côtés de Banksia media (Banksia des plaines du sud), espèce étroitement apparentée, plus connue et largement cultivée en Australie.

## Description

### Appareil végétatif
Banksia epica a le port d'un arbrisseau buissonnant étalé et très ramifié, haut de  30 centimètres à 3,5 mètres. Son écorce est grise et fissurée, et ses feuilles vert foncé en forme de coin, de 1,5 à 5 cm de long et de 6 à 15 millimètres de large, ont le bord du limbe denté.

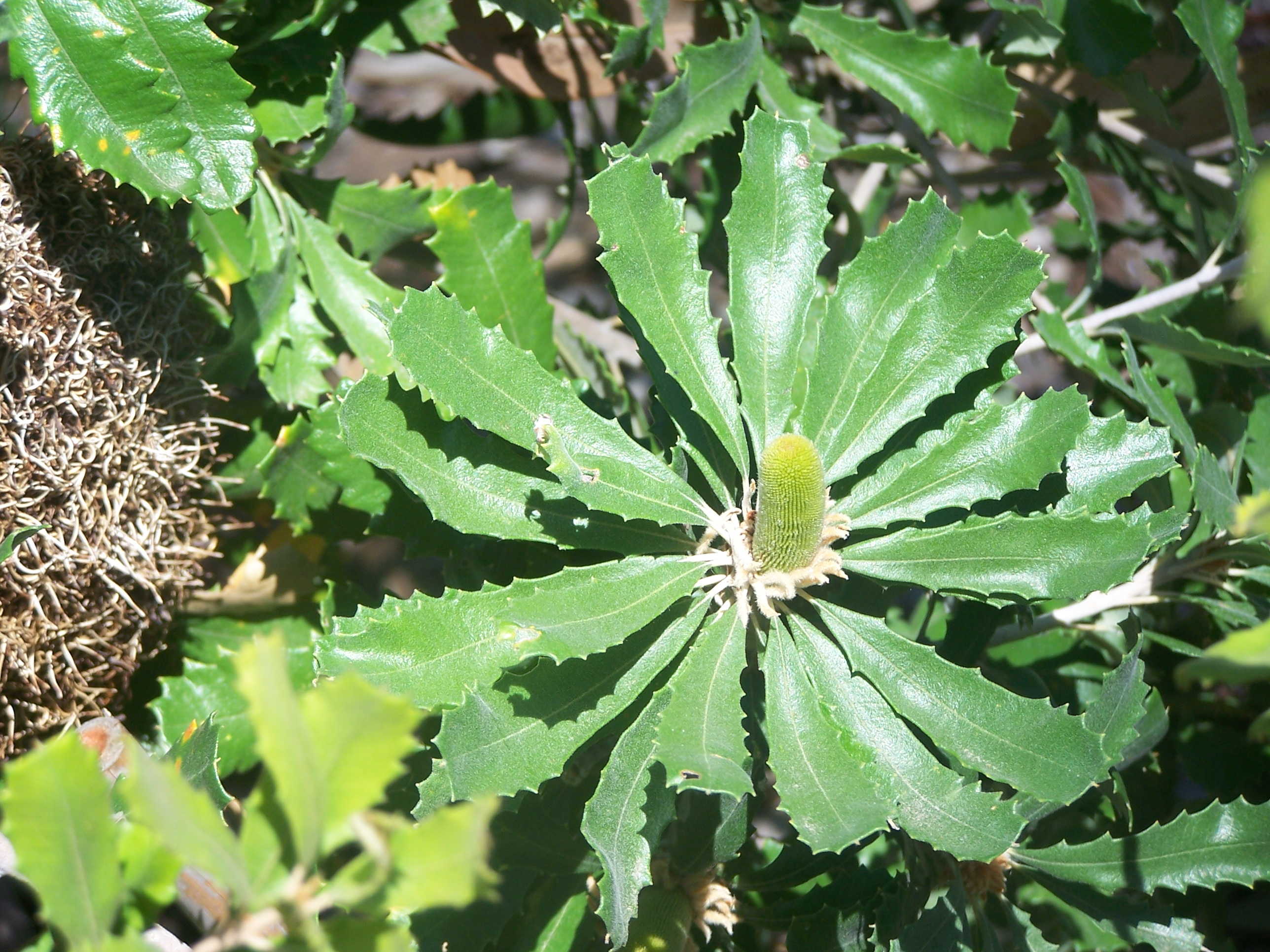
Gros-plan des feuilles, avec inflorescence en jeune bouton

### Appareil reproducteur
L'inflorescence, en forme d'« épi floral » caractéristique des Banksia, est constituée de centaines de paires de fleurs insérées en spirale dense autour d'un rachis ligneux. L'épi floral de Banksia epica est de couleur jaune crème, de forme cylindrique de 9 à 17 centimètres de haut et d'environ 6 centimètres de diamètre. En bouton, il peut avoir un présentoir à pollen  gris vert ou brunâtre, semblable à celui du Banksia robur (Banksia des marais). Chaque fleur comprend un périanthe tubulaire, formé de quatre tépales soudés, et un long style filamenteux. Caractéristiques de sa section taxonomique, les styles de Banksia epica sont droits plutôt qu'en forme de crochet. Leur extrémité est en début de floraison piégée dans la partie supérieure des pièces du périanthe, mais se libère lors de l'anthèse.
La structure de l'infrutescence est un solide « cône » ligneux dans lequel sont incrustés jusqu'à 50 follicules ; les anciennes pièces florales flétries persistent sur les « cônes », leur donnant un aspect chevelu. Les follicules ont une teinte pourpre attrayante.
Banksia epica ressemble à son proche parent, Banksia media, dont elle diffère par ses feuilles légèrement plus courtes et ses fleurs plus grandes. En outre, les pièces florales flétries   persistant dans les infrutescences de Banksia epica sont enroulées et pointent vers le haut, tandis qu'elles sont droites et pointent vers le bas chez Banksia media.

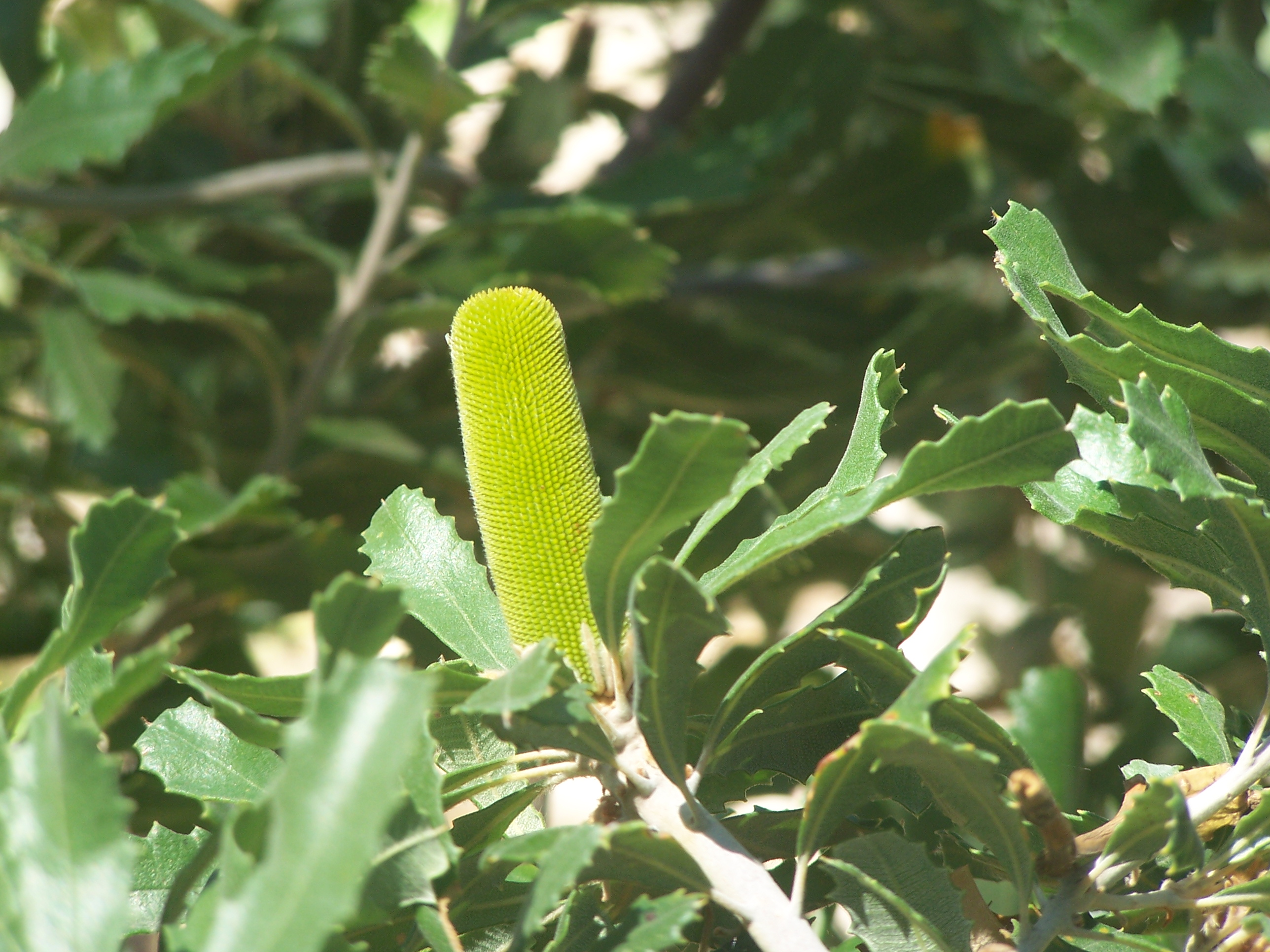
Inflorescence en bouton

## Taxonomie

### Histoire taxonomique
Le premier européen à avoir vu Banksia epica fut  probablement Edward John Eyre, premier explorateur de la région, qui signala des «  spécimens rabougris » de Banksia alors qu'il s'approchait de la limite occidentale de la Grande baie australienne le 1er mai 1841 :

« Un épisode de notre voyage aujourd'hui me réjouit grandement, et m'amena rapidement à m'attendre à des changements importants et décisifs dans le caractère et la formation du pays. Ce fut l'apparition pour la première fois du banksia, un arbrisseau que je n'avais jamais trouvé auparavant à l'ouest de golfe de Spencer, mais dont je savais qu'il était abondant au voisinage du détroit de King George, et cette description du pays dans son ensemble. Seuls ceux qui ont scruté le paysage avec l'impatience et l'anxiété d'une personne dans ma situation, pour noter tout changement dans la végétation ou l'aspect physique d'un pays, peuvent comprendre avec quelle satisfaction je reconnus et accueillis la première apparition du banksia. Isolé comme il était au milieu des broussailles, et insignifiant comme l'étaient les spécimens rabougris que je découvris en premier, me conduisirent à la conclusion que je ne pouvais pas me tromper, et décuplèrent l'intérêt et les attentes dont chaque mile de notre route était maintenant investi. »

On pense qu'Eyre  passait dans la zone sableuse de Toolinna Cove au moment où il écrivait ces lignes.
Banksia epica et Banksia media sont les seules espèces de Banksia  présentes à cet endroit, et toutes deux ont une forme et un port qui correspondent à la description d'Eyre. Vu qu'il n'a pas récolté de spécimens, il est impossible de déterminer exactement quelle espèce il a vu.

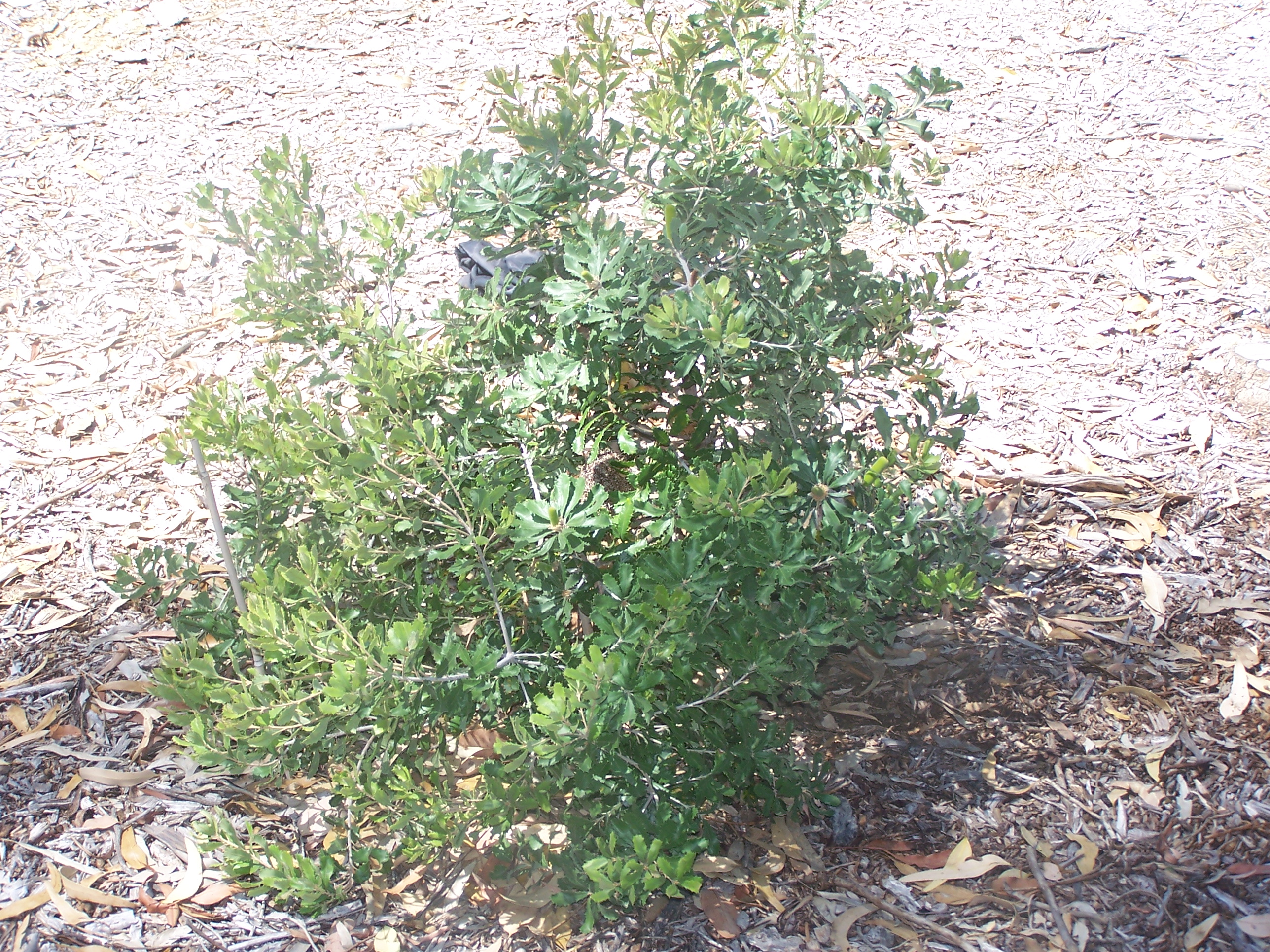
Arbrisseau dans le Kings Park (Australie occidentale)

La première collection en herbier de Banksia epica ne fut faite qu'en octobre 1973, lorsque Ernest Charles Nelson se rendit à Toolinna Cove pour récolter des spécimens en vue d'une révision taxonomique du genre Adenanthos. Il s'intéressa aux distributions disjointes de plantes dans ce secteur, et finit par récolter des spécimens d'une série d'espèces de plantes. Le 22 octobre, il récolta un spécimen de Banksia epica à la floraison avancée, mais l'identifia incorrectement comme Banksia media, et plus tard le déposa dans l'herbier à Canberra sous ce nom.
En 1985, deux ramasseurs volontaires pour le projet The Banksia Atlas, John et Lalage Falconer d'Esperance, découvrirent qu'il y avait trois espèces de Banksia et non pas deux à Point Culver. Retournant dans cette localité le 9 janvier 1986, ils récoltèrent des feuilles et des fleurs flétries de ce qu'ils pensaient être une espèce non décrite. Les spécimens laissaient effectivement penser qu'une nouvelle espèce avait été découverte, mais ils n'étaient pas suffisants pour une publication officielle. Au début du mois de mai de l'année suivante, John Falconer parcourut plus de 2000 kilomètres sur des pistes incertaines de Warburton à Point Culver et retour, dans le but de collecter des fleurs et fruits frais de la nouvelle espèce supposée. Alexander Segger George commença alors à préparer une description officielle de l'espèce. À l'occasion de ses recherches, il découvrit que les spécimens de Nelson de Toolinna Cove pouvaient aussi se rapporter à l'espèce non décrite. En l'absence d'authentique spécimens de Banksia media en provenance de Toolinna Cova, George conclut que seule Banksia epica se trouvait là et qu'en 1841 Eyre avait dû voir Banksia epica. En 1988, il publia une description officielle de l'espèce, la nommant Banksia epica en référence aux deux voyages «  épiques » d'Eyre et de Falconer. Le nom complet de l'espèce est donc : Banksia epica A.S.George. Il fut plus tard établi que Banksia epica et Banksia media se trouvent toutes deux à Toolinna Cove.

### Classification actuelle
Banksia epica est placée dans le sous-genre Banksia subg. Banksia, parce que ses inflorescences ont la forme caractéristiques des épis floraux des Banksia ; dans la section Banksia sect. Banksia pour ses styles droits ; et dans la série  Banksia ser. Cyrtostylis pour ses fleurs élancées. Ses plus proches parents sont Banksia praemorsa (banksia à feuilles coupées) et Banksia media, qui ont toutes deux des fleurs plus courtes et des présentoirs à pollen plus petits que Banksia epica. De plus, Banksia praemorsa se distingue par son périanthe glabre, et Banksia media a des feuilles plus grandes et plus ondulées.
En 1996, une analyse cladistique des Banksia conduite par Kevin Thiele et Pauline Ladiges confirma le placement de Banksia epica dans la série Cyrtostylis aux côtés de Banksia praemorsa et de Banksiamedia, bien qu'elle considérait la série Cyrtostylis dans la conception de George comme « largement polyphylétique ». La classification de Thiele and Ladiges transféra dix espèces de la série  Cyrtostylis dans d'autres séries, retenant seulement Banksia epica, Banksia media, Banksia praemorsa et Banksia pilostylis (banksia des marais) Ces modifications n'ont cependant pas été acceptées par George qui les a annulées dans sa révision de 1999.
Le classement de Banksia epica au sein du genre Banksia peut être résumé de la façon suivante :
Genre Banksia
Sous-genre Banksia
Section Banksia
Série Salicinae
Série Grandes
Série Banksia
Série Crocinae
Série Prostratae
Série Cyrtostylis
Banksia media - Banksia praemorsa - Banksia epica - Banksia pilostylis - Banksia attenuata - Banksia ashbyi - Banksia benthamiana - Banksia audax - Banksia lullfitzii - Banksia elderiana - Banksia rosserae -Banksia laevigata - Banksia elegans - Banksia lindleyana
Série Tetragonae
Série Bauerinae
Série Quercinae
Section Coccinea
Section Oncostylis
Sous-genre Isostylis

## Distribution et habitat

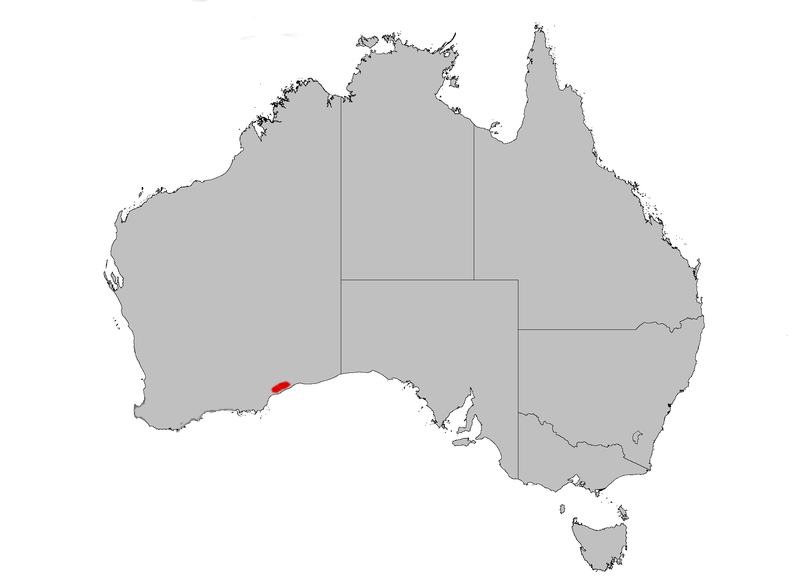
Répartition.

On ne connait Banksia epica que dans deux populations situées dans l'est de la région de  Esperance Plains dans la South West Botanical Province. Le peuplement le plus important se trouve à environ 30 kilomètres à l'ouest de Point Culver ; il comptait en plus de 2 000 plants lors d'un contrôle en juin 1989. Un peuplement plus petit  se trouve à environ 70 kilomètres plus à l'est à Toolinna Cove ; en août 1991, il comptait environ 350 individus. Ce dernier peuplement représente la limite la plus à l'est des espèces occidentales de Banksia ; à l'est de Toolinna Cove, on ne rencontre aucune espèce de Banksiasur plus de 900 kilomètres.
Dans les deux localités, Banksia epica se rencontre dans des landes implantés sur des dunes perchées d'épais sable siliceux blanc au-dessus de calcaire. Dans les deux cas, l'espèce se trouve en compagnie de Banksia media, et Banksia praemorsa est également présente à Point Culver. Le sable de Toolinna Cove est assez alcalin, de ce fait, Banksia epica et Banksia media sont les seules espèces de Banksia qui poussent sur des sols alcalins.
Ces deux localités sont particulières par leurs dunes perchées de sable siliceux : les dunes perchées sont des formations topographiques inhabituelles, et presque tous les sols de la région sont calcaires. Comme les espèces de Banksia ne tolèrent pas les sols calcaires, et ne sont pas  adaptées à la dispersion des graines à longue distance, les deux populations de Banksia epica semblent être isolées sur le plan de la reproduction. Nelson a proposé l'hypothèse d'une bande continue de sable siliceux qui aurait existé le long des côtes à une époque reculée, offrant un habitat étendu et non fragmenté à Banksia epica ; des élévations du niveau de la mer auraient submergé cette bande, laissant seulement les dunes perchées comme habitat adapté. Le fait que les populations isolées n'aient pas subi de spéciation perceptible depuis lors laisse penser que l'espèce s'est trouvée fragmentée depuis peu, peut-être seulement depuis le dernier maximum glaciaire.

## Écologie

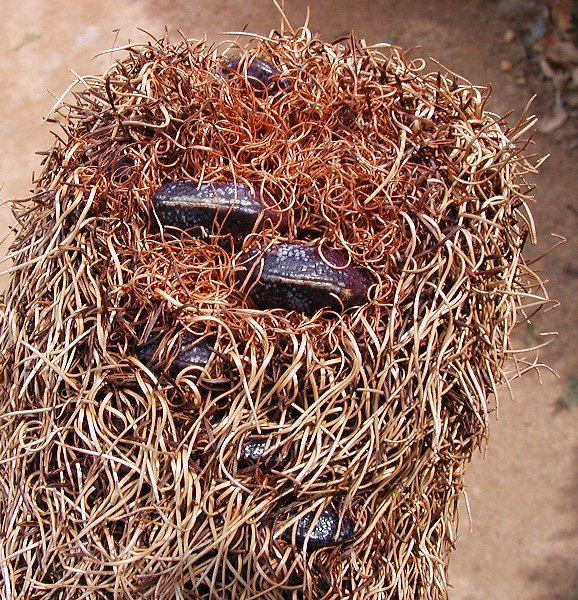
Cônes mûrs aux follicules pourpres

Parmi les pollinisateurs de Banksia epica figurent le méliphage de Nouvelle-Hollande et l'acanthize à croupion jaune. Aucun autre pollinisateur n'a été signalé, mais l'espèce est relativement peu observée et les études sur les autres espèces de Banksia ont systématiquement indiqué une large gamme de pollinisateurs invertébrés et vertébrés. Par exemple, une étude sur Banksia media, espèce proche parente et cohabitante, a montré que « les méliphages et les marsupiaux nectarivores étaient abondants dans l'aire d'étude et pour la plupart transportaient le pollen de Banksia media au moment de la floraison. L'auto-pollinisation et la pollinisation par les insectes jouent aussi clairement un rôle important dans la production des graines »
Comme beaucoup d'autres Proteaceae, Banksia epica a des racines protéoïdes, racines portant des groupes denses de courtes radicelles latérales qui forment un tapis dans le sol juste au-dessous de la litière de feuilles. Elles augmentent la solubilisation des éléments nutritifs, favorisant l'absorption minérale dans les sols pauvres en éléments nutritifs comme les sols naturels d'Australie carencés en phosphore. L'espèce n'est pas pourvue de lignotuber, et donc est supposée être tuée par le feu. Toutefois, comme la plupart des espèces de Banksia, elle est adaptée pour libérer son stock aérien de graine à la suite d'un feu de forêt, les populations se régénèrent donc rapidement. Puisque les espèces prochement apparentées à Banksia epica montrent toutes une sensibilité faible à moyenne au dépérissement à Phytophthora cinnamomi, on suppose qu'elle y est également sensible.
À cause du si faible nombre de populations connues, Banksia epica a été déclarée « Priorité 2 - Taxons peu connus » dans le cadre des codes de préservation de la flore d'Australie occidentale édictés par le Département de l'environnement et de la préservation. L'espèce n'est cependant pas considérée comme menacée parce que les deux peuplements se trouvent dans la Réserve naturelle de Nuytsland et sont intacts et sains. En outre, la zone dans laquelle cette espèce est présente a été peu étudiée, il est donc possible qu'il existe d'autres peuplements.

## Culture
La culture de Banksia epica est assez récente. C'est Kevin Collins de la Banksia Farm à Albany qui aurait lancé sa culture, la faisant pousser dans de la terre glaise ou dans du gravier sableux. La plante a montré une bonne tolérance pour les sols alcalins dans ces conditions, et a également réussi dans un sol sableux alcalin près du littoral entre Mandurah et Kwinana. Le Jardin botanique national d'Australie à Canberra a également connu quelque succès dans la culture de cette espèce. Les graines ont été semées en février 1996 et les plants repiqués en novembre 1997 ; ceux repiqués dans des sections sans drainage efficace sont morts, mais deux plants repiqués dans une section très bien drainée ont atteint environ un mètre de haut depuis 2002, et ont une floraison prolifique,.
En l'absence d'autres données spécifiques sur Banksia epica, George recommande de traiter les plantes cultivées comme Banksia media et Banksia praemorsa, qui requièrent toutes deux une exposition ensoleillée et des sols bien drainés, et tolèrent seulement une légère taille pas plus bas que le feuillage vert. La multiplication se fait par semis ou par bouturage.